# Chelbes
 Chelbes  fut Ṣoftim ou Suffète de Tyr de -563 à 562 av J.C.

« Chelbes », fils d'Abdaeos fut Suffète de Tyr pendant 10 mois.

## Sources
- Sabatino Moscati Les Phéniciens Arthème Fayard Paris (1971)  (ISBN 2-501-00354-3).